# Daniel Villalva
Daniel Alberto Villalva Barrios (Caá Catí, 6 luglio 1992) è un calciatore argentino, attaccante del Gimnasia (S).

## Carriera

### Club
Cresciuto nel settore giovanile del River Plate, esordisce in prima squadra il 9 febbraio 2009 - a 16 anni, 7 mesi e 3 giorni - nella partita contro il Colón (SF) (2-2).
Aggregato stabilmente alla prima squadra per il torneo di Apertura 2009, realizza il primo gol il 30 agosto 2009 nella partita contro il Chacarita Juniors, terminata 4-3 per i Millionarios, dopo essere subentrato nel corso del match a Marcelo Gallardo. Il 27 settembre successivo parte dal primo minuto contro il Gimnasia (LP), aprendo le marcature dell'incontro.

### Nazionale
Ha collezionato 9 presenze e 3 reti come la maglia della selezione Under-17 dell'Argentina, con cui ha preso parte all'edizione 2009 del Mondiale di categoria.